# Präsidentschaftswahl in Frankreich 1969
Die Präsidentschaftswahl in Frankreich 1969 fand am 1. und 15. Juni statt.
Der Gaullist Georges Pompidou gewann die Stichwahl gegen Alain Poher. Er wurde für sieben Jahre (Septennat) zum Staatspräsident Frankreichs gewählt. Pompidou starb zwei Jahre vor dem Ende seiner Amtszeit; im Mai 1974 fand deshalb eine vorgezogene Präsidentschaftswahl statt.

## Ausgangslage
Die Wahl war durch den Rücktritt Charles de Gaulles am 28. April 1969 nötig geworden. De Gaulle hatte ein Referendum verloren (53,5 Prozent Gegenstimmen), das die Dezentralisierung durch die Anerkennung der Regionen als Collectivité territoriale voranbringen sollte.
Für die Gaullisten trat der frühere Premierminister Georges Pompidou an; er war wegen des Wirtschaftswachstums während seiner Amtszeit (1962 bis 1968) und der Bewältigung des Mai 1968 bei den Konservativen sehr populär. Die Parti communiste français bot der sozialdemokratischen SFIO angesichts der schwierigen Ausgangslage die Aufstellung eines gemeinsamen Kandidaten an, was die SFIO aber ablehnte. Die PCF trat mit Jacques Duclos an und die SFIO mit Gaston Defferre, unterstützt von Pierre Mendès France. Die überraschende Kandidatur des zentristischen Übergangspräsidenten Alain Poher minderte die Chancen des linken Lagers weiter. Poher hatte die Gegner der von de Gaulle geplanten Reform angeführt. Die beiden Kandidaten Michel Rocard von der linkssozialistischen Parti socialiste unifié und Alain Krivine von der trotzkistischen Ligue communiste révolutionnaire standen der 68er-Bewegung nahe (siehe auch Mai 1968 in Frankreich), wobei Krivine wesentlich radikaler war.

## Ergebnis
Duclos erreichte mit mehr als zwanzig Prozent der Stimmen das beste Ergebnis der Kommunisten bei einer Präsidentschaftswahl in Frankreich überhaupt. Defferre litt stark unter der beidseitigen Konkurrenz (Poher, Duclos) und kam nur auf fünf Prozent der Stimmen.
Mit einer komfortablen Mehrheit wurde Pompidou zum französischen Präsidenten gewählt. Er amtierte vom 20. Juni 1969 bis zu seinem Tod am 2. April 1974.
| Kandidaten                                                                            | Kandidaten        | Parteien                                       | 1. Wahlgang | 1. Wahlgang | 2. Wahlgang | 2. Wahlgang |
| Kandidaten                                                                            | Kandidaten        | Parteien                                       | Stimmen     | %           | Stimmen     | %           |
| ------------------------------------------------------------------------------------- | ----------------- | ---------------------------------------------- | ----------- | ----------- | ----------- | ----------- |
|                                                                                       | Georges Pompidou  | Union des démocrates pour la République        | 10.051.783  | 44,5        | 11.064.371  | 58,2        |
|                                                                                       | Alain Poher       | Centre démocrate                               | 5.268.613   | 23,3        | 7.943.118   | 41,8        |
|                                                                                       | Jacques Duclos    | Parti communiste français                      | 4.808.285   | 21,3        |             |             |
|                                                                                       | Gaston Defferre   | Section française de l’Internationale ouvrière | 1.133.222   | 5,0         |             |             |
|                                                                                       | Michel Rocard     | Parti socialiste unifié                        | 816.470     | 3,6         |             |             |
|                                                                                       | Louis Ducatel     | Divers gauche                                  | 286.447     | 1,3         |             |             |
|                                                                                       | Alain Krivine     | Ligue communiste                               | 239.104     | 1,1         |             |             |
| Gesamt                                                                                | Gesamt            | Gesamt                                         | 22.603.924  | 100         | 19.007.489  | 100         |
|                                                                                       |                   |                                                |             |             |             |             |
| Ungültige Stimmen                                                                     | Ungültige Stimmen | Ungültige Stimmen                              | 295.036     | 1,3         | 1.303.798   | 6,4         |
| Wähler                                                                                | Wähler            | Wähler                                         | 22.898.960  | 77,6        | 20.311.287  | 68,9        |
| Wahlberechtigte                                                                       | Wahlberechtigte   | Wahlberechtigte                                | 29.513.361  |             | 29.500.334  |             |
|                                                                                       |                   |                                                |             |             |             |             |
| Quellen: Conseil constitutionnel: 1. Wahlgang, 2. Wahlgang – JORF, 1. und 2. Wahlgang |                   |                                                |             |             |             |             |